# Coppa del Re 2014 (hockey su pista)
La Coppa del Re 2014 è stata la 71ª edizione della principale coppa nazionale spagnola di hockey su pista. La competizione ha avuto luogo con la formula della final eight dal 27 febbraio al 2 marzo 2014 presso il Pavelló Barris Nord di Lleida. 
Il trofeo è stato conquistato dal Vendrell per la seconda volta nella sua storia superando in finale il Barcellona.

## Squadre partecipanti
Le squadre qualificate sono le prime otto classificate al termine del girone di andata dell'OK Liga 2013-2014.
| Club            | Qualificazione                             |
| --------------- | ------------------------------------------ |
| Barcellona      | 1º posto nel girone di andata dell'Ok Liga |
| Reus Deportiu   | 2º posto nel girone di andata dell'Ok Liga |
| Vendrell        | 3º posto nel girone di andata dell'Ok Liga |
| Vic             | 4º posto nel girone di andata dell'Ok Liga |
| Cerceda         | 5º posto nel girone di andata dell'Ok Liga |
| Liceo La Coruña | 6º posto nel girone di andata dell'Ok Liga |
| Voltregà        | 7º posto nel girone di andata dell'Ok Liga |
| Lleida          | 8º posto nel girone di andata dell'Ok Liga |

## Risultati

### Quarti di finale
| Squadra 1        | Risultato       | Squadra 2       |
| ---------------- | --------------- | --------------- |
| 27 febbraio 2014 |                 |                 |
| Reus Deportiu    | 5 - 2           | Voltregà        |
| Vendrell         | 3 - 3 (3-0 dtr) | Liceo La Coruña |
| 28 febbraio 2014 |                 |                 |
| Vic              | 1 - 0           | Cerceda         |
| Barcellona       | 6 - 3           | Lleida          |

### Semifinali
| Squadra 1     | Risultato | Squadra 2     |
| ------------- | --------- | ------------- |
| 1º marzo 2014 |           |               |
| Vendrell      | 5 - 4     | Reus Deportiu |
| Barcellona    | 5 - 1     | Vic           |

### Finale
| Lleida 2 marzo 2014 | Barcellona | 3 – 6 | Vendrell |  |